# Dryobotodes contermina
Dryobotodes contermina är en fjärilsart som beskrevs av Ludwig Carl Friedrich Graeser 1892. Dryobotodes contermina ingår i släktet Dryobotodes och familjen nattflyn. Inga underarter finns listade i Catalogue of Life.